# レイ・パーカー・ジュニア
レイ・パーカー・ジュニア（英語：Ray Parker, Jr.、1954年5月1日 - ）はアメリカのR&B、ソウル・ミュージシャン、ギタリスト、歌手、セッション・ミュージシャン。「ジャック&ジル」、「ウーマン・ニーズ・ラブ」、映画『ゴーストバスターズ』の同名主題歌「ゴーストバスターズ」のヒットなどで知られる。

## バイオグラフィ
北部ミシガン州デトロイト出身。ジーン・ペイジとの出会いにより、西部カリフォルニア州に移住する。1970年代半ばにバリー・ホワイトのバンド「ラブ・アンリミテッド・オーケストラ」のバック・ギタリストを務める。またチャカ・カーン&ルーファスやスティーヴィー・ワンダー、アレサ・フランクリン、テンプテーションズ、ザ・ベンチャーズ、スピナーズ、デニース・ウィリアムズ、ハービー・ハンコックらのセッションにも参加してキャリアを磨いた。
1977年に、ジェリー・ナイトらとレイディオを結成。後にレイ・パーカーJr.&レイディオとバンド名を変え、1981年に「ウーマン・ニーズ・ラブ」が全米R&Bチャート1位のヒットを記録するが、この直後にレイディオを解散する。
1984年、映画『ゴーストバスターズ』の同名主題歌が全米第1位（日本のオリコン洋楽チャートでも第1位）の大ヒットとなる。映画の世界的な大ヒットとともに、印象的なベースラインとキャッチーな掛け声が愉快なこの曲も世界中でヒットした。
ところが、この「ゴーストバスターズ」は半年前にリリースされたヒューイ・ルイス&ザ・ニュースのヒット曲「アイ・ウォント・ア・ニュー・ドラッグ」（1983年発表のアルバム『スポーツ』に収録）に酷似していたことから、ヒューイ・ルイスは制作会社のコロンビア ピクチャーズとパーカーを相手取って訴訟を提起する事態となる。その後1995年に三者の和解が成立し訴訟は終結している。なお、実際にはコロンビア映画のプロデューサーがヒューイ・ルイスにテーマ曲としての新曲の制作、もしくは件の曲を使わせてほしいと依頼したものの、ルイスに断られたため、パーカーに似た曲を作らせたのであった。
その後、2001年にルイスがVH1のドキュメンタリー『Behind the Music』に出演した際に、本件の和解内容（特にコロンビア映画からルイスへの和解金支払いなど）に言及し、これに対してパーカーは、和解の際の合意条件（和解内容に関する機密保持契約）を破ってこの件に関する事実関係を暴露したとして、ルイスを逆提訴した。

パーカーは、ジョー・サンプルのバンド「JOE SAMPLE＆THE CREOLE JOE BAND」のギター兼ヴォーカルとして、2011年5月にはメンバーとともに来日。東京青山のブルーノート東京で公演した。

## ディスコグラフィ

### レイディオ
アルバム
- Raydio (1977) (US #27/R&B #8)
- Rock On (1979) (US #45/R&B #4)
- Two Places at the Same Time (1980) (US #33/R&B #6)
- A Woman Needs Love (1981) (US #13/R&B #1)
- Greatest Hits (1982) (US #51/R&B #17)

シングル
- "Jack and Jill" (1978) (US POP #8/R&B #5)
- "Is This a Love Song" (1978) (US POP #--/R&B #20)
- "You Can't Change That" (1979) (US POP #9/R&B #3)
- "More Than One Way To Love a Woman" (1979) (US POP #--/R&B #25)
- "Two Places at the Same Time" (1980) (US POP #30/R&B #6)
- "For Those Who Like to Groove" (1980) (US POP #--/R&B #14)
- "A Woman Needs Love" (1981) (US POP #4/R&B #1)
- "That Old Song" (1981) (US POP #21/R&B #26)
- "It's Your Night" (1981) (US POP #--/R&B #73)

### ソロ
アルバム
- The Other Woman (1982) (US #11/R&B #1)
- Woman Out of Control (1983) (US #45/R&B #18)
- Ghostbusters (Soundtrack) (1984) (US #6/R&B #8)
- Chartbusters (1984) (US #60/R&B #36)
- Sex and the Single Man (1985) (US #65/R&B #48)
- After Dark (1987) (US #86/R&B #27)
- I Love You Like You Are (1991) (US #--/R&B #97)
- I'm Free (2006)

シングル
- "The Other Woman" (1982) (US POP #4/R&B #2)
- "Let Me Go" (1982) (US POP #38/R&B #3)
- "It's Our Own Affair" (1982) (US POP #--/R&B #44)
- "Bad Boy" (1983) (US POP #35/R&B #6)
- "The People Next Door" (1983) (US POP #--/R&B #60)
- "I Still Can't Get Over Loving You" (1983) (US POP #12/R&B #12)
- "Woman out of Control" (1984) (US POP #--/R&B #71)
- "Ghost Busters" (1984) (US POP #1/R&B #1)
- "Jamie" (1984) (US POP #14/R&B #12)
- "Girls Are More Fun" (1985) (US POP #34/R&B #21)
- "One Sunny Day" (1986) (US POP #96/R&B #--)
- "I Don't Think That Man Should Sleep Alone" (1987) (US POP #68/R&B #5)
- "Over You" with Natalie Cole (1988)
- "Than It" with Natali Cole (1989)
- "All I'm Missing Is You" Glenn Medeiros feat. Ray Parker (1990)

## 備考
1984年に発表したゴーストバスターズの主題歌はスズキの軽スーパーハイトワゴンであるスペーシアのCMに使われている。
またこの主題歌は、ヒューイ・ルイス&ザ・ニュースの楽曲『アイ・ウォント・ア・ニュー・ドラッグ（I Want a New Drug）』（アルバム『スポーツ』収録）』になる可能性もあった。